# Calau de Myanmar
El calau de Myanmar (Rhyticeros subruficollis) és una espècie d'ocell de la família dels buceròtids (Bucerotidae) que habita boscos de Myanmar, sud-oest de Tailàndia, Sumatra i Borneo.